# موريس مادن
موريس مادن (بالإنجليزية: Morris Madden)‏ هو لاعب كرة قاعدة أمريكي، ولد في 31 أغسطس 1960 في لورنس في الولايات المتحدة.

## وصلات خارجية
- موريس مادن على موقعبيزبول رفرنس.كوم (الدوري الرئيسي) (الإنجليزية)
- موريس مادن على موقعبيزبول رفرنس.كوم (الدوري الثانوي) (الإنجليزية)